# EPrix Monako 2017
ePrix Monako 2017 (oryg. 2017 FIA Formula E Monaco ePrix) – piąta runda Formuły E w sezonie 2016/2017. Zawody odbyły się 13 maja 2017 roku na ulicznym torze Circuit de Monaco.

## Lista startowa
| Nr | Kierowca               | Zespół                          | Samochód             | Silnik                  | Opony |
| -- | ---------------------- | ------------------------------- | -------------------- | ----------------------- | ----- |
| 2  | Sam Bird               | DS Virgin Racing Formula E Team | Spark-Citroën        | Virgin DSV-02           | M     |
| 3  | Nelson Piquet Jr.      | NextEV NIO                      | Spark-NEXTEV         | NEXTEV TCR Formula 002  | M     |
| 4  | Stéphane Sarrazin      | Venturi Formula E Team          | Spark-Venturi        | Venturi VM200-FE-02     | M     |
| 5  | Maro Engel             | Venturi Formula E Team          | Spark-Venturi        | Venturi VM200-FE-02     | M     |
| 6  | Loïc Duval             | Faraday Future Dragon Racing    | Spark-Penske         | Penske 701-EV1          | M     |
| 7  | Jérôme d’Ambrosio      | Faraday Future Dragon Racing    | Spark-Penske         | Penske 701-EV           | M     |
| 8  | Nicolas Prost          | Renault e.Dams                  | Spark-Renault        | Renault Z.E 16          | M     |
| 9  | Sébastien Buemi        | Renault e.Dams                  | Spark-Renault        | Renault Z.E 16          | M     |
| 11 | Lucas Di Grassi        | ABT Schaeffler Audi Sport       | Spark-Abt Sportsline | ABT Schaeffler FE02     | M     |
| 19 | Felix Rosenqvist       | Mahindra Racing Formula E Team  | Spark-Mahindra       | Mahindra M3ELECTRO      | M     |
| 20 | Mitch Evans            | Panasonic Jaguar Racing         | Spark-Jaguar         | Jaguar I-Type 1         | M     |
| 23 | Nick Heidfeld          | Mahindra Racing Formula E Team  | Spark-Mahindra       | Mahindra M3ELECTRO      | M     |
| 25 | Jean-Éric Vergne       | Techeetah                       | Spark-Renault        | Renault Z.E 16          | M     |
| 27 | Robin Frijns           | MS Amlin Andretti               | Spark-Andretti       | ATEC-02                 | M     |
| 28 | António Félix da Costa | MS Amlin Andretti Formula E     | Spark-Andretti       | ATEC-02                 | M     |
| 33 | Esteban Gutiérrez      | Techeetah                       | Spark-Renault        | Renault Z.E 16          | M     |
| 37 | José María López       | DS Virgin Racing Formula E Team | Spark-Citroën        | Virgin DSV-02           | M     |
| 47 | Adam Carroll           | Panasonic Jaguar Racing         | Spark-Jaguar         | Jaguar I-Type 1         | M     |
| 66 | Daniel Abt             | ABT Schaeffler Audi Sport       | Spark-Abt Sportsline | ABT Schaeffler FE02     | M     |
| 88 | Oliver Turvey          | NEXTEV TCR Formula E Team       | Spark-NEXTEV         | NEXTEV TCR FormulaE 002 | M     |
| Nr | Kierowca               | Zespół                          | Samochód             | Silnik                  | Opony |

## Wyniki

### I Sesja treningowa
| Nr | Kierowca        | Konstruktor    | Czas     | Okr. |
| -- | --------------- | -------------- | -------- | ---- |
| 9  | Sébastien Buemi | Renault e.Dams | 0:52,795 | 28   |

### II Sesja treningowa
| Nr | Kierowca        | Konstruktor    | Czas     | Okr. |
| -- | --------------- | -------------- | -------- | ---- |
| 9  | Sébastien Buemi | Renault e.Dams | 0:52,729 | 21   |

### Kwalifikacje
Źródło: fiaformulae.com
| Poz. | Nr | Kierowca               | Konstruktor                  | Czas     | Poz. s. |
| ---- | -- | ---------------------- | ---------------------------- | -------- | ------- |
| 1    | 25 | Jean-Éric Vergne       | Techeetah                    | 0:53,286 |         |
| 2    | 5  | Maro Engel             | Venturi                      | 0:53,397 |         |
| 3    | 9  | Sébastien Buemi        | Renault e.Dams               | 0:53,413 |         |
| 4    | 3  | Nelson Piquet Jr.      | NextEV NIO                   | 0:53,421 |         |
| 5    | 11 | Lucas Di Grassi        | ABT Schaeffler Audi Sport    | 0:53,556 |         |
| 6    | 19 | Felix Rosenqvist       | Mahindra Racing              | 0:53,609 | 6       |
| 7    | 37 | José María López       | DS Virgin Racing             | 0:53,666 | 7       |
| 8    | 23 | Nick Heidfeld          | Mahindra Racing              | 0:53,687 | 8       |
| 9    | 66 | Daniel Abt             | ABT Schaeffler Audi Sport    | 0:53,725 | 9       |
| 10   | 2  | Sam Bird               | DS Virgin Racing             | 0:53,729 | 10      |
| 11   | 4  | Stéphane Sarrazin      | Venturi                      | 0:53,846 | 11      |
| 12   | 6  | Loïc Duval             | Faraday Future Dragon Racing | 0:53,929 | 12      |
| 13   | 27 | Robin Frijns           | MS Amlin Andretti            | 0:54,034 | 13      |
| 14   | 33 | Esteban Gutiérrez      | Techeetah                    | 0:54,097 | 14      |
| 15   | 20 | Mitch Evans            | Panasonic Jaguar Racing      | 0:54,115 | 15      |
| 16   | 88 | Oliver Turvey          | NextEV NIO                   | 0:54,522 | 16      |
| 17   | 28 | António Félix da Costa | MS Amlin Andretti            | 0:54,631 | 17      |
| 18   | 47 | Adam Carroll           | Panasonic Jaguar Racing      | 0:55,031 | 18      |
| 19   | 8  | Nicolas Prost          | Renault e.Dams               | 0:55,081 | 19      |
| 20   | 7  | Jérôme d’Ambrosio      | Faraday Future Dragon Racing | 1:00,636 | 20      |
| Poz. | Nr | Kierowca               | Konstruktor                  | Czas     | Poz. s. |

#### Super Pole
| Poz. | Nr | Kierowca          | Konstruktor               | Czas     | Poz. s. |
| ---- | -- | ----------------- | ------------------------- | -------- | ------- |
| 1    | 9  | Sébastien Buemi   | Renault e.Dams            | 0:53,313 | 1       |
| 2    | 11 | Lucas Di Grassi   | ABT Schaeffler Audi Sport | 0:53,550 | 2       |
| 3    | 3  | Nelson Piquet Jr. | NextEV NIO                | 0:53,606 | 3       |
| 4    | 25 | Jean-Éric Vergne  | Techeetah                 | 0:53,756 | 4       |
| 5    | 5  | Maro Engel        | Venturi                   | 0:55,013 | 5       |
| Poz. | Nr | Kierowca          | Konstruktor               | Czas     | Poz. s. |

### Wyścig
Źródło: Wyprzedź Mnie!
| P                 | + / –     | Nr | Kierowca               | Konstruktor                  | Okr. | Czas / Strata | Komentarz |
| ----------------- | --------- | -- | ---------------------- | ---------------------------- | ---- | ------------- | --------- |
| 1                 | Bez zmian | 9  | Sébastien Buemi        | Renault e.Dams               | 51   | –             |           |
| 2                 | Bez zmian | 11 | Lucas Di Grassi        | ABT Schaeffler Audi Sport    | 51   | +0:00,320     |           |
| 3                 | 5         | 23 | Nick Heidfeld          | Mahindra Racing              | 51   | +0:13,678     |           |
| 4                 | 1         | 3  | Nelson Piquet Jr.      | NextEV NIO                   | 51   | +0:19,074     |           |
| 5                 | Bez zmian | 5  | Maro Engel             | Venturi                      | 51   | +0:19,518     |           |
| 6                 | Bez zmian | 19 | Felix Rosenqvist       | Mahindra Racing              | 51   | +0:19,599     |           |
| 7                 | 2         | 66 | Daniel Abt             | ABT Schaeffler Audi Sport    | 51   | +0:20,430     |           |
| 8                 | 6         | 33 | Esteban Gutiérrez      | Techeetah                    | 51   | +0:32,295     |           |
| 9                 | 10        | 8  | Nicolas Prost          | Renault e.Dams               | 51   | +0:35,667     |           |
| 10                | 5         | 20 | Mitch Evans            | Panasonic Jaguar Racing      | 51   | +0:38,410     |           |
| 11                | 6         | 28 | António Félix da Costa | MS Amlin Andretti            | 51   | +1:08,330     |           |
| 12                | 1         | 27 | Robin Frijns           | MS Amlin Andretti            | 51   | +1:14,053     |           |
| 13                | 3         | 88 | Oliver Turvey          | NextEV NIO                   | 50   | +1 okr.       |           |
| 14                | 4         | 47 | Adam Carroll           | Panasonic Jaguar Racing      | 50   | +1 okr.       |           |
| 15                | 4         | 4  | Stéphane Sarrazin      | Venturi                      | 49   | +2 okr.       |           |
| Niesklasyfikowani |           |    |                        |                              |      |               |           |
|                   |           | 37 | José María López       | DS Virgin Racing             | 43   | +8 okr.       |           |
|                   |           | 7  | Jérôme d’Ambrosio      | Faraday Future Dragon Racing | 43   | +8 okr.       |           |
|                   |           | 6  | Loïc Duval             | Faraday Future Dragon Racing | 40   | +11 okr.      |           |
|                   |           | 2  | Sam Bird               | DS Virgin Racing             | 36   | +15 okr.      |           |
|                   |           | 25 | Jean-Éric Vergne       | Techeetah                    | 20   | +31 okr.      |           |
| P                 | + / –     | Nr | Kierowca               | Konstruktor                  | Okr. | Czas / Strata | Komentarz |

### Najszybsze okrążenie
| Nr | Kierowca | Konstruktor      | Czas     | Okr. |
| -- | -------- | ---------------- | -------- | ---- |
| 2  | Sam Bird | DS Virgin Racing | 0:53,822 | 24   |

### Prowadzenie w wyścigu
Źródło: Racing–Reference.info
| Nr                              | Kierowca        | Okrążenia | Suma |
| ------------------------------- | --------------- | --------- | ---- |
| 9                               | Sébastien Buemi | 1-51      | 51   |
| \| Wykres \| \| ------ \| \| \| |                 |           |      |
| Wykres                          |                 |           |      |
|                                 |                 |           |      |

## Klasyfikacja po zakończeniu wyścigu

### Kierowcy
| P  | +/− | Kierowca               | Starty | Punkty | P1 | P2 | P3 | PP | NO | NS |
| -- | --- | ---------------------- | ------ | ------ | -- | -- | -- | -- | -- | -- |
| 1  | 0   | Sébastien Buemi        | 5      | 104    | 4  | –  | –  | 1  | 1  | –  |
| 2  | 0   | Lucas Di Grassi        | 5      | 89     | 1  | 2  | 1  | 1  | –  | –  |
| 3  | 0   | Nicolas Prost          | 5      | 48     | –  | –  | –  | –  | –  | –  |
| 4  | 0   | Jean-Éric Vergne       | 5      | 40     | –  | 2  | –  | –  | –  | 2  |
| 5  | 0   | Sam Bird               | 5      | 34     | –  | 1  | 1  | –  | 1  | 2  |
| 6  | +2  | Nick Heidfeld          | 5      | 32     | –  | –  | 2  | –  | –  | –  |
| 7  | −1  | Felix Rosenqvist       | 5      | 28     | –  | –  | 1  | 1  | 2  | –  |
| 8  | +1  | Nelson Piquet Jr.      | 5      | 27     | –  | –  | –  | 1  | –  | –  |
| 9  | −2  | Daniel Abt             | 5      | 26     | –  | –  | –  | –  | –  | 1  |
| 10 | 0   | Oliver Turvey          | 5      | 15     | –  | –  | –  | 1  | –  | 1  |
| 11 | 0   | Mitch Evans            | 5      | 13     | –  | –  | –  | –  | –  | 1  |
| 12 | +6  | Maro Engel             | 5      | 12     | –  | –  | –  | –  | –  | 3  |
| 13 | −1  | António Félix da Costa | 5      | 10     | –  | –  | –  | –  | –  | 2  |
| 14 | −1  | José María López       | 5      | 10     | –  | –  | –  | –  | –  | 2  |
| 15 | −1  | Jérôme d’Ambrosio      | 5      | 10     | –  | –  | –  | –  | –  | 1  |
| 16 | −1  | Loïc Duval             | 5      | 9      | –  | –  | –  | –  | 1  | 2  |
| 17 | −1  | Robin Frijns           | 5      | 8      | –  | –  | –  | –  | –  | –  |
| 18 | +2  | Esteban Gutiérrez      | 2      | 5      | –  | –  | –  | –  | –  | –  |
| 19 | −2  | Adam Carroll           | 5      | 4      | –  | –  | –  | –  | –  | –  |
| 20 | −1  | Stéphane Sarrazin      | 5      | 1      | –  | –  | –  | –  | –  | –  |
| 21 | 0   | Ma Qinghua             | 3      | 0      | –  | –  | –  | –  | –  | 1  |
| P  | +/− | Kierowca               | Starty | Punkty | P1 | P2 | P3 | PP | NO | NS |

### Zespoły
| P  | +/− | Konstruktor                  | Starty | Punkty | P1 | P2 | P3 | PP | NO | NS |
| -- | --- | ---------------------------- | ------ | ------ | -- | -- | -- | -- | -- | -- |
| 1  | 0   | Renault e.Dams               | 10     | 152    | 4  | –  | –  | 1  | 1  | –  |
| 2  | 0   | ABT Schaeffler Audi Sport    | 10     | 115    | 1  | 2  | 1  | 1  | –  | 1  |
| 3  | +2  | Mahindra Racing              | 10     | 60     | –  | –  | 3  | 1  | 2  | –  |
| 4  | 0   | Techeetah                    | 10     | 45     | –  | 2  | –  | –  | –  | 3  |
| 5  | −2  | DS Virgin Racing             | 10     | 44     | –  | 1  | 1  | –  | 1  | 4  |
| 6  | 0   | NextEV NIO                   | 10     | 42     | –  | –  | –  | 2  | –  | 1  |
| 7  | 0   | Faraday Future Dragon Racing | 10     | 19     | –  | –  | –  | –  | 1  | 3  |
| 8  | 0   | MS Amlin Andretti            | 10     | 18     | –  | –  | –  | –  | –  | 2  |
| 9  | 0   | Panasonic Jaguar Racing      | 10     | 17     | –  | –  | –  | –  | –  | 1  |
| 10 | 0   | Venturi                      | 10     | 13     | –  | –  | –  | –  | –  | 3  |
| P  | +/− | Kierowca                     | Starty | Punkty | P1 | P2 | P3 | PP | NO | NS |